# Halekal, Jagalur
Halekal là một làng thuộc tehsil Jagalur, huyện Davanagere, bang Karnataka, Ấn Độ.